# Adam Achad Sanders

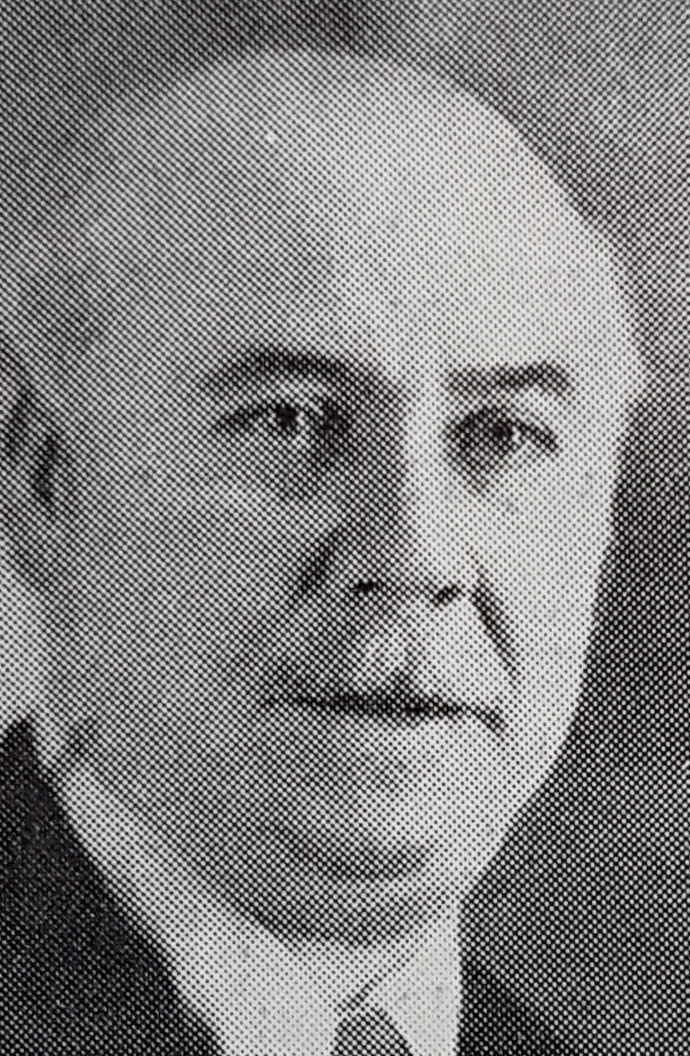

Adam Achad Sanders ursprungligen (Isaac Sinder), född 13 april 1889 i Sverige, död okänt år, var en svensk-estnisk-amerikansk skulptör och författare.
Han var son till handlaren Solon Sinder och Leah Crocket och från 1916 gift med Julia Hurwitz. Några månader efter Sanders födelse flyttade familjen till Grodno i Litauen. Han återkom till Sverige 1910 för att arbeta som rabbin men tiden i Sverige blev kort då han 1911 fick en tjänst i Amerika. Med sitt intresse för konst började han studera vid Cooper Union Art School och fortsatte därefter sina studier vid Beaux-Arts Institute of Design i New York. Han medverkade i ett flertal amerikanska samlingsutställningar bland annat med National Sculpture Society. Hans konst består av porträttbyster, reliefer och rundskulpturer. Som författare har han bland annat utgivit The Principle and Theory of Altoform, Cosmogony och essäsamlingen The Religion of Asana. Sanders är representerad vid City College of New York, The Society of Friends of Music i New York, Lincoln Memorial Collection i Washington och med skulpturen Profeten i Tel Aviv.